# 中尾嘉宏
中尾 嘉宏（なかお よしひろ、1959年〈昭和34年〉7月26日 - ）は実業家。北海道出身。

## 概要
高校卒業後、1991年3月に札幌市厚別区にて株式会社ゼロを設立し、代表取締役社長に就任した。その後、同社で運営するウェブサイトの一つ「BigServer」の代表として、インターネット上の電子掲示板「2ちゃんねる」（現・5ちゃんねる）が所有するサーバの殆どを管理していた夜勤 ★（やきん）、FOX ★（フォックス）などのキャップ付き固定ハンドル（コテハン）で管理人・西村博之に代わり実質上の2ちゃんねるの運営を行っていた。2ちゃんねる創設期の1999年から「持病の脊髄小脳変性症により死期が近い」と自称しているが、ブログでは脳の検査で異常がないと報告するなど矛盾した言動が多い。
のちPINKちゃんねるの管理人にも就任。同時期の2ちゃんねる運営陣には『切込隊長』こと山本一郎らが居る。彼のハンドルネームで最も著名なFOX ★は、本来は2ちゃんねる運営陣の共有ハンドルであるとも言われる。削除人ざる ★ほか、大量のキャップを作成しそれを使い捨て同然にしての活動でも知られる。
1997年5月、自社サーバの内部に「新春特別企画　ネット成金への道　オーナー募集」というサイトを開設しダイヤルQ2の共同オーナーを募集したとして、出資の受入れ、預り金及び金利等の取締りに関する法律（出資法）違反で北海道警察生活環境課と札幌中央警察署に逮捕された。
2011年2月、ゼロの代表取締役を辞任。2012年3月、2ちゃんねるで繰り返される覚醒剤密売の書き込みを、再三の要請を無視し消さなかったとして、会社事務所が麻薬特例法違反（煽り、唆し）容疑で西村の自宅などと共に捜索を受けた。
2012年11月、パソコン遠隔操作事件で真犯人が2ちゃんねるへの一部の書き込みをTorを通さずに行った可能性があるとして、捜査当局はゼロに通信記録の開示を任意で要請していたがゼロが拒否したため、警視庁他4都道府県警察の合同捜査本部が威力業務妨害容疑によりゼロの本社を家宅捜索した
2013年5月26日、2ちゃんねるのサーバーを運営するN.T.Technology（代表・ジム・ワトキンス）が2ちゃんねるビューアのサポート受付および「BIG-server.com」の日本での代理店業務を株式会社ゼロから西村博之が取締役を務めるティーケーテクノロジー（札幌市）に変更した。
以降はLoki technology,Inc.の代理店として株式会社ゼロで5chプレミアムの販売及びサポート受付を行う。drunker★、carpenter★、ねとうの親分★などの名義で5chの運営を担う。
2019年2月、個人名義でのTwitterを開始。開始時には山口真帆のNGT48時代に発売されたCDジャケット画像をヘッダーに使用し以降も山口真帆信者として支援を続ける。8月に実施された第25回参議院議員通常選挙ではれいわ新選組をTwitterや5chを通じ熱烈に応援し、以降は現代貨幣理論(MMT理論)の推進を行っていたものの、このアカウントは凍結されている。
ジャーナリストの清義明は、2021年にQアノンに関する取材で札幌郊外にいた中尾へ直接取材することに成功している。清によれば、肝心な質問は全てはぐらかされたというが、中尾の体調は実際にかなり悪そうだったという。清は西村博之がジム・ワトキンスに「2ちゃんねる」の商標を侵害していたことによる損害賠償請求の裁判で中尾が証人として提出した陳述書を閲覧。その中で中尾は、2001年、2ちゃんねるが転送量増大でサーバーが落ちかけたのをUNIX板の住人が救った「8月危機」を「事実と異なる部分が多数あります」として、実際はジムと提供してきたサーバーが広告料の見返りに合わず、サーバーを落としていったのが実情だと述べている。